# Stea intergalactică
O stea intergalactică (în engleză, intergalactic star), denumită și stea orfană sau stea rătăcitoare este o stea care nu aparține niciunei galaxii. Astfel de astre au făcut obiectul unei intense discuții în comunitatea științifică la sfârșitul anilor 1990și se crede că ele provin din galaxii în interacțiune. Aceste stele ar putea reprezenta jumătate din stelele prezente în Univers potrivit unui studiu publicat în revista științifică Science.
Primele stele intergalactice au fost descoperite în 1997 cu Telescopul Spațial Hubble, în Roiul Fecioarei, unde se crede că ar putea exista o mie de miliarde de astfel de stele rătăcitoare, îndeosebi într-un mare grup de stele aflate la 300.000 de ani-lumină de galaxia cea mai apropiată. Aceste stele ar aduna până la a zecea parte din masa totală a roiului, cu o masă stelară medie superioară masei medii a stelelor din vreo 1.300 până la 2.000 de galaxii din acest roi. Originea unor asemenea stele rămâne necunoscută, însă teoria cea mai larg acceptată este că interacțiunea a două sau mai multor galaxii este susceptibilă să propulseze unele stele în spațiul intergalactic. Această teorie a fost confirmată ca fiind un proces foarte răspândit prin studiul din 2004.

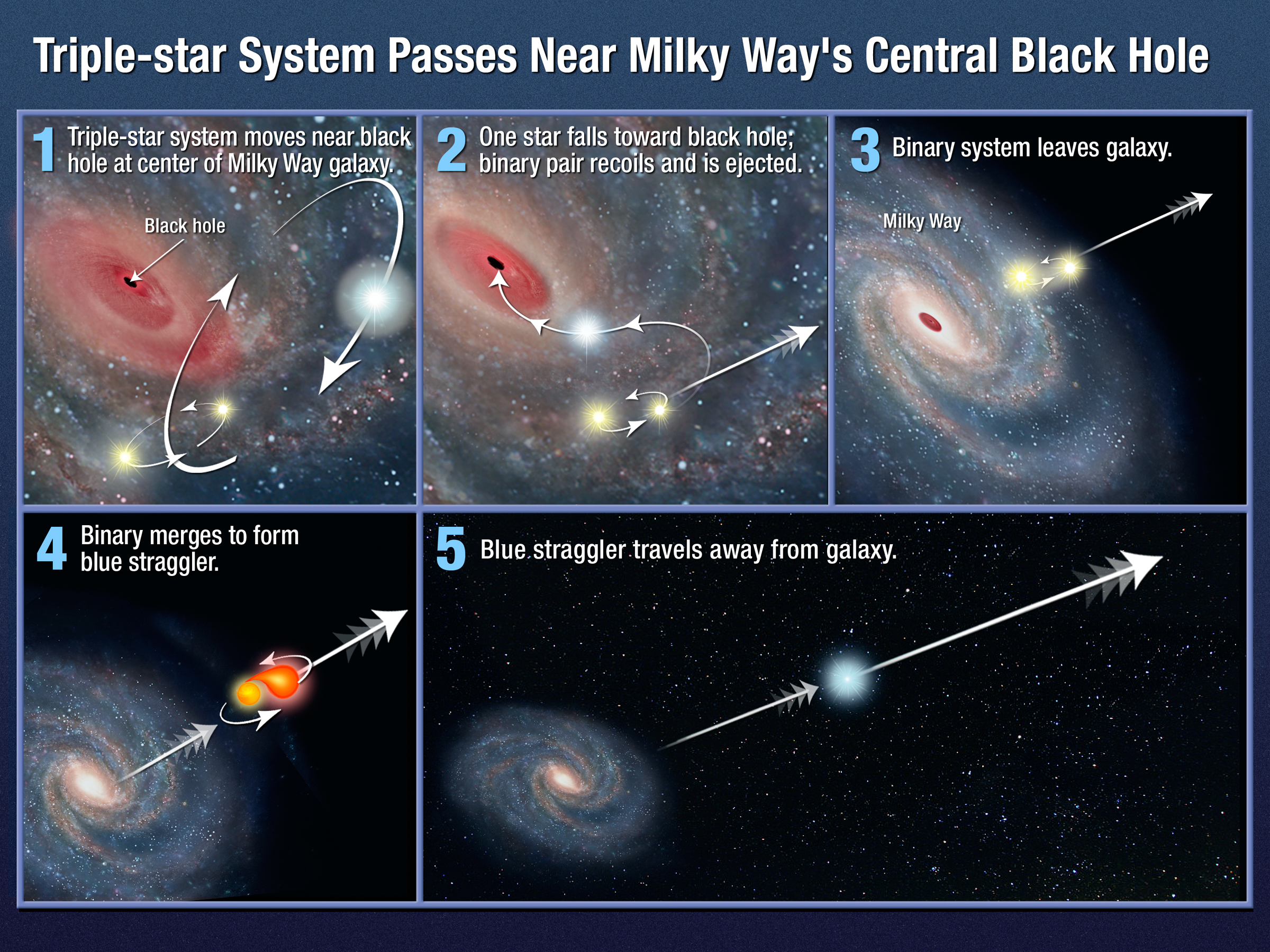
Mecanism propus pentru ejectarea stelelor intergalactice făcând să intervină o gaură neagră supermasivă.

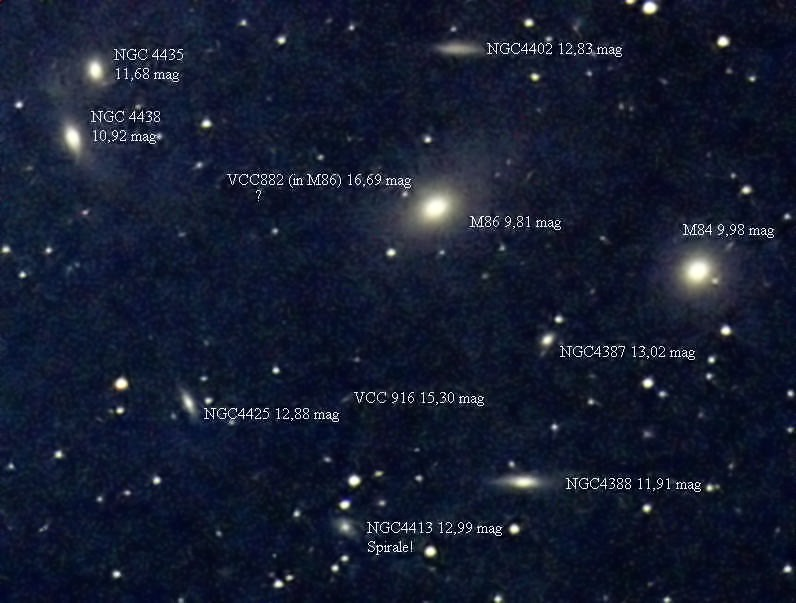
Roiul Fecioarei, unde au fost descoperite primele stele intergalactice.

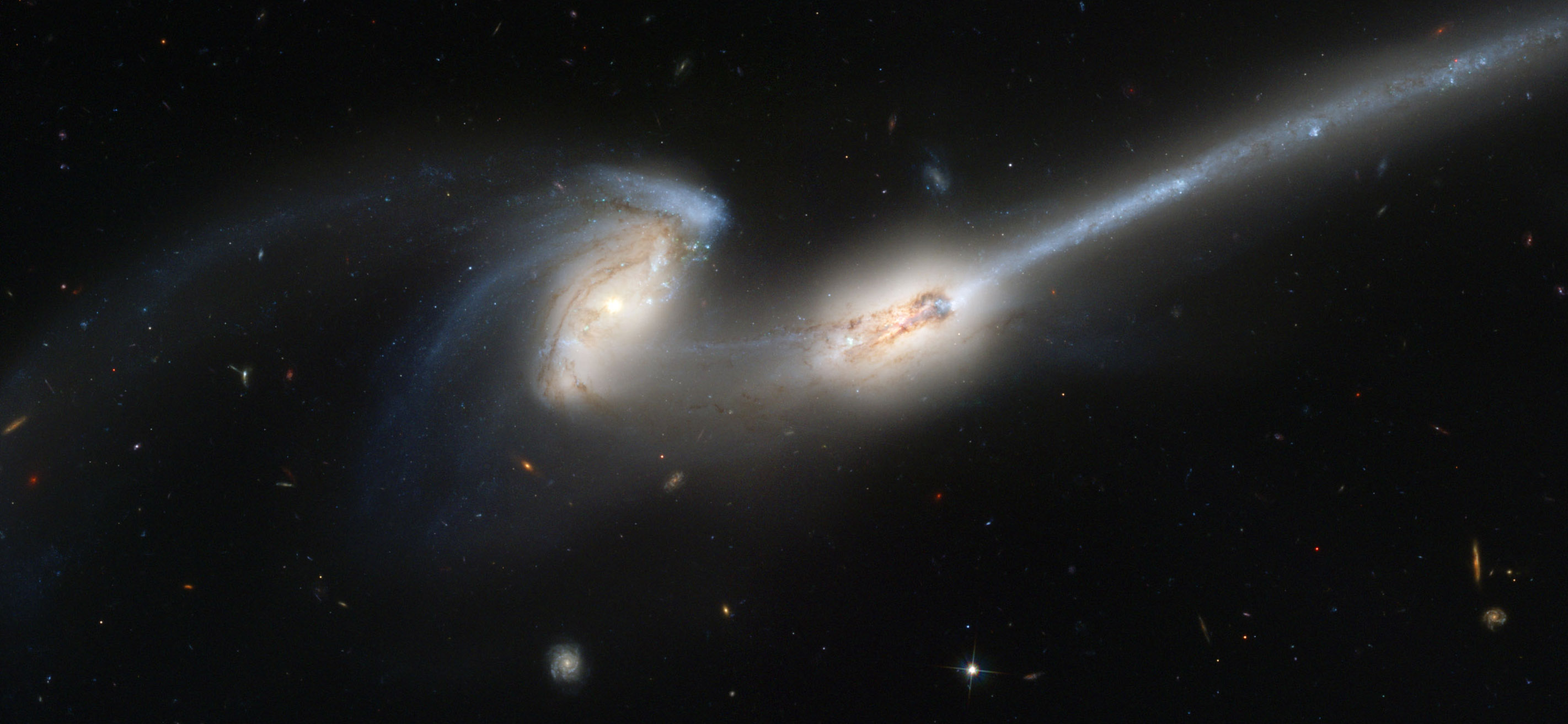
Coliziunile de galaxii sunt considerate drept principale surse de stele intergalactice.

În afară de Roiul Fecioarei, stele intergalactice au fost descoperite și în alte părți, de exemplu în Roiul Cuptorul.